# ドリュペティス

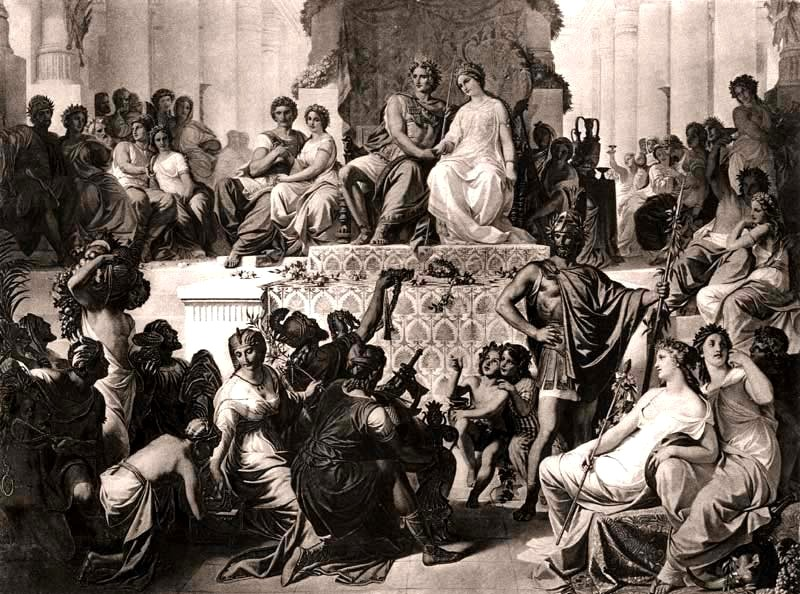
紀元前324年、スーサでのスタテイラ2世とアレクサンドロス3世、ドリュペティスとヘファイスティオンの合同結婚式の様子を描いた19世紀の絵画

ドリュペティス（ギリシア語：Δρυπέτη, ラテン文字表記：Drypetis, 紀元前350/45年 - 紀元前323年）は、アケメネス朝ペルシアの王女である。姉にアルゲアス朝のマケドニア王アレクサンドロス3世（大王）の妃スタテイラ2世がいる。

## 生涯
ドリュペティスは、紀元前350年から345年の間に、アケメネス朝ペルシア最後の王ダレイオス3世と王妃スタテイラ1世（Stateira I）の間に生まれた。

父がマケドニアのアレクサンドロス3世の侵略に対抗して遠征を行うと、母、姉のスタテイラ2世、祖母のシシュガンビスとともに同行させられた。紀元前333年のイッソスの戦いでダレイオス3世が敗走すると、取り残された家族はマケドニア軍に捕えられた。大王は捕虜となった彼女らと会い、ドリュペティスとスタテイラに結婚の際の持参金を持たせることを約束した。
ドリュペティスは繰り返し、家族の身受けを試みたが、アレクサンドロス3世は、ドリュペティスとスタテイラにギリシア語を習いにスーサに行かせる紀元前331年まで捕虜にしたままにしておいた。
紀元前324年、ドリュペティスはマケドニアの将軍でアレクサンドロス3世の友人であるヘファイスティオンと結婚したが、すぐに未亡人となった。
翌紀元前323年に、ドリュペティスがアレクサンドロス3世の妃となっていた姉スタテイラ2世とともに殺害されたというプルタルコスの記述は、多くの歴史家に受け入れられている。同年のアレクサンドロス3世の急逝後、アレクサンドロス3世の最初の妃であるロクサネがライバルの除去を図ったとされた 。
しかし、歴史学者のエリザベス・カーニーは、スタテイラ2世はアレクサンドロス3世との間の子供がいなかったので姉妹はロクサネにとって脅威にならず、実際にロクサネに殺されたのは、アレクサンドロス3世の妃であった可能性のある、アルタクセルクセス3世の娘パリュサティス2世であったという仮説を唱えている。